# بند گلو کلات
بند گلو کلات مربوط به دوره ساسانیان است و در شهرستان جم، بخش مرکزی، دهستان هنگدان، روستای گلو کلات واقع شده و این اثر در تاریخ ۲۵ آبان ۱۳۸۷ با شمارهٔ ثبت ۲۳۸۶۵ به‌عنوان یکی از آثار ملی ایران به ثبت رسیده است.